# Vorstendom Anhalt-Zerbst-Dornburg
Het vorstendom Anhalt-Zerbst-Domburg of vorstendom Anhalt-Domburg was een land in het Heilige Roomse Rijk dat werd geregeerd door een zijtak van het Huis Anhalt-Zerbst. Het vorstendom was niet zelfstandig, maar stond onder de landeshoheit of territoriale soevereiniteit van Anhalt-Zerbst.
Anhalt-Dornburg ontstond in 1667, na de dood van Johan van Anhalt-Zerbst. Johan werd opgevolgd door zijn oudste zoon Karel Willem, maar zijn jongere broers kregen een deel van Anhalt-Zerbst toegewezen als apanage. Anton Günther nam zijn intrek in kasteel Großmühlingen en Johan Lodewijk kreeg Dornburg. In 1698 verhief keizer Leopold I Johan Lodewijk en zijn nakomelingen officieel tot de rijksvorstenstand.
Johan Lodewijk I stierf in 1704, waarna zijn vier zoons gezamenlijk de regering van het kleine vorstendom overnamen. Johan August overleed in 1709, zijn broer Christiaan Lodewijk sneuvelde een jaar later. Johan Lodewijk II en Christiaan August bleven in Dornburg regeren tot 1742, toen ze Anhalt-Zerbst erfden van hun kinderloos overleden oom Johan August en hun vorstendom weer met Anhalt-Zerbst werd verenigd.

## Vorsten
- 1667 - 1704: Johan Lodewijk I
- 1704 - 1709: Johan Lodewijk II, Johan August, Christiaan August en Christiaan Lodewijk
- 1709 - 1710: Johan Lodewijk II, Christiaan August en Christiaan Lodewijk
- 1710 - 1742: Johan Lodewijk II en Christiaan August